# Ксантория известняковая
Ксанто́рия известняковая (лат. Xanthoria calcicola) — лишайник семейства Телосхистовые, вид рода Ксантория.

## Синонимы[1]
- Physcia parietina f. congranulata Cromb., 1894
- Teloschistes parietinus f. congranulatus (Cromb.) G. Merr., 1914
- Xanthoria aureola f. congranulata (Cromb.) Erichsen, 1930
- Xanthoria parietina f. congranulata (Cromb.) B. de Lesd., 1931
- Xanthoria parietina subsp. calcicola (Oxner) Clauzade et Cl. Roux, 1985

## Описание
Слоевище листоватое, растущее в виде маленьких или больших розеток, до 9 см в диаметре, часто сливаются по нескольку, достаточно плотно прижатое к субстрату нижней поверхностью лопастей, с изидиями, ризины отсутствуют. Верхняя поверхность тёмно-оранжевая до красной или оранжево-коричневой; нижняя поверхность беловатая или бледно-оранжевая. Верхний и нижний коровые слои параплектенхимные, верхний коровый слой покрыт оранжево-жёлтыми кристаллами. Лопасти 0,2—0,4 мм толщины, 5(10)—5 мм длины и 0,5—2 мм ширины, разъединённые или разобщённые, сомкнутые до перекрывающихся краевыми зонами. Соредии отсутствуют. Изидии маленькие, разбросанные, бородавковидные, папилловидные или лопастинковидные, до 0,2—0,5 мм в диаметре и 0,2—0,4(0,7) мм длины, развиваются главным образом в центральной, более тёмной и морщинистой части слоевища. Апотеции немногочисленные (могут отсутствовать), 1—3 мм в диаметре, сидячие, с ярко-жёлтым диском и зернисто-изидиозным слоевищным краем. Парафизы простые, сверху утолщённые. Сумки булавовидные, содержат по 8 спор. Споры бесцветные, биполярные, эллипсоидные или почти сферические, 11—17×6—9 мкм.
От других представителей рода отличается наличием изидий на верхней поверхности таллома.
Фотобионт — зелёная водоросль из рода Trebouxia.

### Химический состав
Характеризуется наличием хемосиндрома A3, т.е. преобладают париетин, телосхистин, фаллацинал, присутствуют париетиновая кислота и эмодин.

## Среда обитания и распространение
На известняках и силикатных камнях, в том числе базальтах, изредка на древесном субстрате.
Встречается в Европе, Азии, Северной Америке, Африке.
В России встречается в европейской части. Довольно редко.

## Охранный статус
В России вид занесён в Красную книгу Липецкой области.